# 2020년 하계 올림픽 마다가스카르 선수단
2020년 하계 올림픽 마다가스카르 선수단은 2021년 일본 도쿄에서 열린 2020년 하계 올림픽에 참가한 올림픽 마다가스카르 선수단이다.
마다가스카르는 2020년 도쿄 하계 올림픽에 출전할 대표단을 파견했다. 이번 대회는 당초 2020년 7월 24일부터 8월 9일까지 열릴 예정이었으나 코로나19 범유행으로 인해 2021년 7월 23일부터 8월 8일로 연기됐다. 1964년 첫 대회 이후 마다가스카르의 13번째 올림픽 출전이었다.
마다가스카르 출신의 6명의 선수가 이번 대회에 선발되어 4가지 다른 종목에 출전했다. 다미엘라 노멘자나하리와 에릭 안드리안시토하이나는 개막식 국가 퍼레이드에서 마다가스카르의 기수로 선정되었다. 폐막식에는 마다가스카르 선수가 없었다.

## 출전 선수
| 종목 | 남자 | 여자 | 전체 |
| ---- | ---- | ---- | ---- |
| 육상 | 1    | 0    | 1    |
| 유도 | 0    | 1    | 1    |
| 수영 | 1    | 1    | 2    |
| 역도 | 2    | 0    | 2    |
| 전체 | 4    | 2    | 6    |

## 같이 보기
- 올림픽 마다가스카르 선수단